# Капело (Салерно)
Капело је насеље у Италији у округу Салерно, региону Кампанија.
Према процени из 2011. у насељу је живело 104 становника. Насеље се налази на надморској висини од 491 м.